# Språkbad

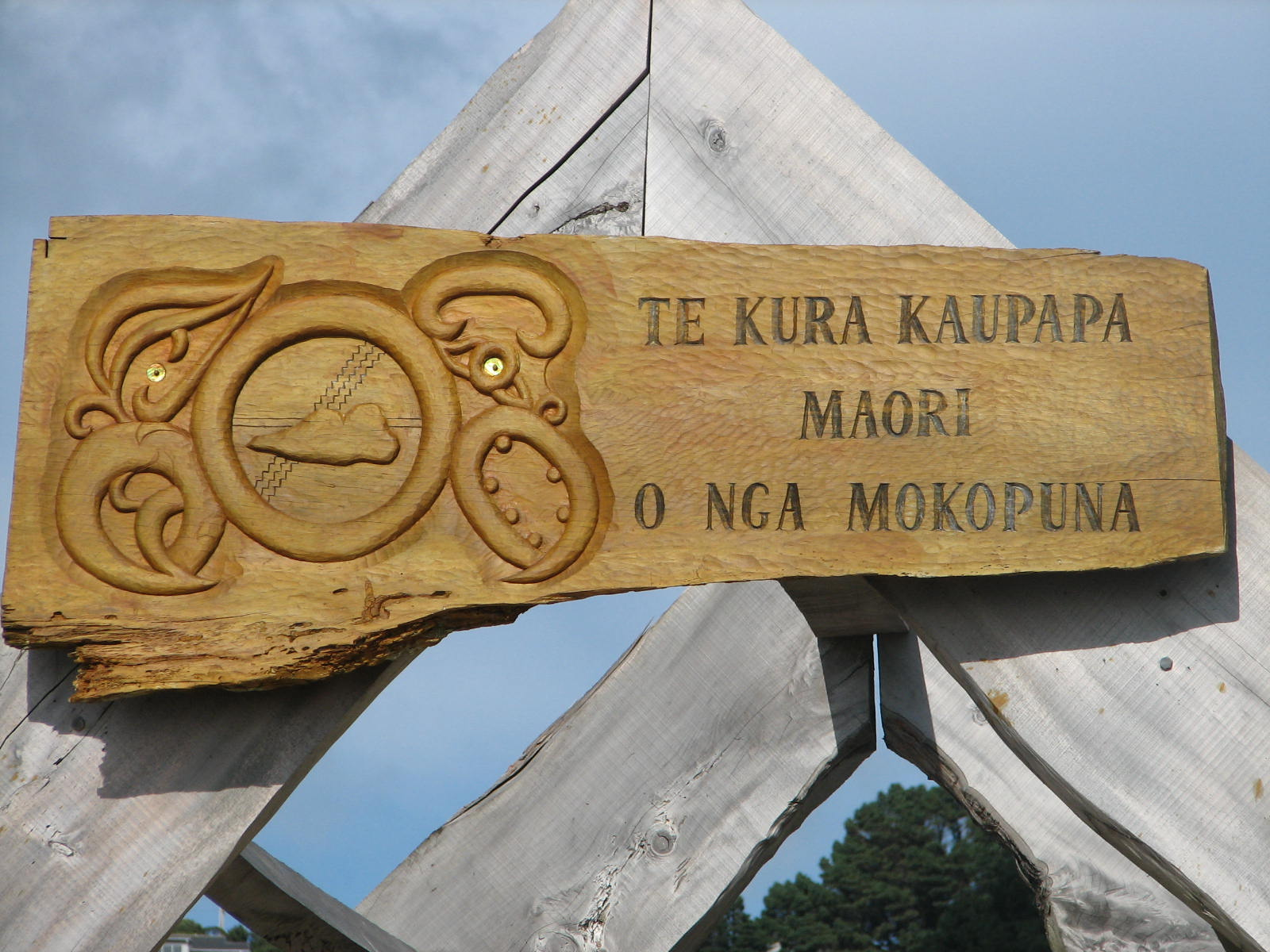
Immersionsskola på Nya Zeeland där undervisningen är på minoritetsspråket maori.

Språkbad eller immersion är en metod för språkinlärning där ett andraspråk eller främmande språk avsiktligt används i elevens omgivning – oftast på skola eller daghem. Ordet språkbad används framför allt på finlandssvenska.

## Beskrivning
Immersion bygger på tanken att eleven lär sig andraspråket på samma sätt som sitt modersmål, genom att använda det i verkliga kommunikationssituationer. Immersionens mål är att uppnå tvåspråkighet, att eleven lär sig andraspråket utan att färdighet i modersmålet drabbas. Immersionen varar vanligtvis i flera år och läraren bör vara tvåspråkig. Dessutom är samarbetet mellan hem och skola viktigt.
Hur mycket man använder modersmålet och andraspråket i språkbadet varierar, och språkundervisningen bedrivs i flera olika format:
- tidigt fullständigt språkbad innebär att lärandet initialt (då språkbadet inleds) sker helt på andraspråket och modersmålet stiger in senare. Vid femte eller sjätte klass får modersmålet och andraspråket något så när jämvikt, och andraspråket svarar för mindre än hälften.
- tidigt delvis språkbad, andraspråket används initialt något mindre än vid fullt språkbad.
- fördröjt språkbad, språkbadet startar först i slutet av grundskolan eller i början av gymnasiet.[4]

Undervisning på andraspråk har förekommit på många håll i världen sedan långt tillbaka. Den nuvarande pedagogiken är dock relativt ny.

## Språkbad i olika länder
Sedan början av 1980-talet används språkbad (immersió lingüística) inom det katalanska undervisningsväsendet, i syfte att stärka katalanskas ställning i det katalanska samhället i förhållande till Spaniens majoritetsspråk spanska. Det katalanska systemet ses ofta som en framgång, eftersom det bidragit till en ökad tvåspråkighet i regionen – även bland spansktalande. Samtidigt bidrog genomförandet av det katalanska språkbadet att regionen förlorade ett stort antal spanskspråkiga lärare, och systemet utsätts numera för nya utmaningar i en miljö där allt fler invandrarspråk hörs i de katalanska skolkorridorerna.
I Finland är det främst tidigt och fullständigt språkbad som används. Språkbad utövas i landet bland annat hos skoltsamer.[källa behövs]
På en avdelning av Porfygårdens förskola i Älvdalen, Sverige används språkbad för att lära barn älvdalska. Detta bestämdes före valet 2014 och påbörjades av Älvdalens kommunstyrelse hösten 2016.

## Språkbadets effekter
Studier har visat att immersion är en effektiv undervisningsmetod och att modersmålsutvecklingen inte tar skada, samt att immersion gör det möjligt att uppnå en fungerande tvåspråkighet. Detta innebär att elevernas passiva språkförmåga liknar infödda talares, medan den aktiva inte håller samma nivå. Färdigheter inom alla språkområden utvecklas inte heller på samma sätt, såsom grammatik, fonetik och ordförråd. Å andra sidan har immersion visat bättre resultat än någon annan språkinlärningsmetod. Dessutom utvecklar eleverna en positiv attityd till andraspråket och dess kultur.
Idén om språkbad kan bidra till att ett lokalt språk utsatt för konkurrens från ett kulturellt dominant riksspråk kan få starkare fäste i den nya generationen. Detta är erfarenheten bland annat i Katalonien.